# Heterotropus munori
Heterotropus munori är en tvåvingeart som beskrevs av Mario Bezzi 1926. Heterotropus munori ingår i släktet Heterotropus och familjen svävflugor. Inga underarter finns listade i Catalogue of Life.